# Invincible (Kelly Clarkson)
Invincible è un singolo della cantante statunitense Kelly Clarkson, pubblicato nel 2015 ed estratto dall'album Piece by Piece.

## Descrizione
La canzone è stata scritta da Sia, Jesse Shatkin, Stephen Mostyn e Warren "Oak" Felder. La Clarkson racconta l'esperienza con Sia in un'intervista a MTV:
Non ho mai avuto modo di cantare le sue canzoni prima d'ora. Scrive canzoni di tale portata emotiva. Lavoriamo con gli stessi produttori. Quindi abbiamo più o meno gli stessi amici in comune.
La canzone è una composizione synth pop orchestrale prodotto da Kurstin insieme a Shatkin. Il brano è caratterizzato dalla seconda voce non accreditata di Sia, che canta per rafforzare i momenti più importanti della canzone. Il brano racconta la storia di una bambina che diventa una donna con una forza illimitata, che entra in se stessa e scopre un senso di autostima.

## Accoglienza
Invincibile ha ricevuto recensioni positive dalla critica musicale. Nolan Feeney, recensore del Time, ha elogiato il brano, dicendo che di tutti gli artisti con cui Sia ha collaborato, pochi sono più adatti della Clarkson, poiché le calza il marchio di canzoni sul tema "vittima della vittoria (di American Idol)" avverso ai riflettori. Recensendo per Entertainment Weekly, Taylor Weatherby si è complimentata con il brano, scrivendo che "'Invincible' è più focalizzato a ricordare ai fan la potente cantante Clarkson, e che il suo spirito della hit Stronger non è cambiato".
Nella sua recensione per Spin, James Grebey ha descritto la canzone come una combinazione della voce autorevole della Clarkson e dell'abilità di Sia nel comporre canzoni di grande effetto. Bradley Stern, recensendo per Idolator, ha raddoppiato questa osservazione, dicendo che la canzone è come ci si potrebbe aspettare che sia: "una coppia vincente tra il cantautore stravagante (Sia) e il sostenitore del cantautorato, emotivamente seria e vocalmente esplosiva (Clarkson)".

## Video musicale
Il videoclip del brano è stato diretto dal canadese Alon Isocianu ed è stato girato a Los Angeles.

## Tracce
1. Invincible (Vicetone Remix) – 3:24
2. Invincible (tyDi Remix) – 4:32
3. Invincible (tyDi Radio Mix) – 3:40
4. Invincible (Tom Swoon Remix) – 4:56
5. Invincible (Tom Swoon Radio Mix) – 3:37
6. Invincible (7th Heaven Remix) – 6:45
7. Invincible (7th Heaven Radio Mix) – 4:36

## Classifiche
| Classifica (2015)              | Posizione massima |
| ------------------------------ | ----------------- |
| Canada Adult Contemporary      | 14                |
| Regno Unito                    | 141               |
| Stati Uniti Adult Contemporary | 19                |